# Campionat del Món B d'hoquei sobre patins masculí
El Campionat del Món «B» d'hoquei patins masculí és una competició mundial d'hoquei patins per a seleccions nacionals. Es disputa cada dos anys i és organitzada per la FIRS.
Es tracta de la segona divisió del campionat del món. Els tres primers classificats d'aquest campionat assoleixen el dret de participar l'any següent al Campionat del Món «A», mentre que els tres darrers classificats del campionat «A», participen en el campionat «B» l'any següent. Ambdues competicions es disputen cada dos anys de forma alternada, és a dir, l'any 2004 es disputà un campionat del món «B» i els equips ascendits disputaren el campionat del món «A» l'any següent (en aquest cas el 2005). L'any 2006, es disputà de nou el campionat del món «B».

## Resultats
| Edició          | Any  | Seu                         | Vencedor     | 2n classificat | 3r classificat | 4t classificat |
| --------------- | ---- | --------------------------- | ------------ | -------------- | -------------- | -------------- |
| XXVI            | 1984 | París (França)              | França       | Bèlgica        | Anglaterra     | Angola         |
| XXVII           | 1986 | Ciutat de Mèxic (Mèxic)     | Alemanya     | Països Baixos  | Moçambic       | Austràlia      |
| XXVIII          | 1988 | Colòmbia                    | Colòmbia     | Suïssa         | Xile           | Austràlia      |
| XXIX            | 1990 | Macau                       | Brasil       | Suïssa         | Austràlia      | Anglaterra     |
| XXX             | 1992 | Andorra la Vella (Andorra)  | Andorra      | França         | Moçambic       | Angola         |
| XXXI            | 1994 | Xile                        | França       | Angola         | Xile           | Colòmbia       |
| XXXII           | 1996 | Ciutat de Mèxic (Mèxic)     | Estats Units | Països Baixos  | Colòmbia       | Andorra        |
| XXXIII          | 1998 | Macau                       | Xile         | Estats Units   | Moçambic       | Andorra        |
| XXXIV           | 2000 | Chatham (Anglaterra)        | Anglaterra   | Països Baixos  | Canadà         | Uruguai        |
| XXXV            | 2002 | Montevideo (Uruguai)        | Andorra      | Colòmbia       | Anglaterra     | Uruguai        |
| XXXVI detalls   | 2004 | Macau                       | Catalunya    | Anglaterra     | Andorra        | Macau          |
| XXXVII detalls  | 2006 | Montevideo (Uruguai)        | Moçambic     | Països Baixos  | Colòmbia       | Macau          |
| XXXVIII detalls | 2008 | Vanderbijlpark (Sud-àfrica) | Estats Units | Països Baixos  | Colòmbia       | Sud-àfrica     |
| XXXIX detalls   | 2010 | Dornbirn (Àustria)          | Estats Units | Sud-àfrica     | Països Baixos  | Àustria        |
| XXXX detalls    | 2012 | Canelones (Uruguai)         | Sud-àfrica   | Anglaterra     | Àustria        | Uruguai        |
| XXXXI detalls   | 2014 | Canelones (Uruguai)         | Àustria      | Anglaterra     | Països Baixos  | Estats Units   |
| XXXXII          | 2016 | Macau o Uruguai             |              |                |                |                |

## Palmarès
| Equip        | Campionats guanyats  |
| ------------ | -------------------- |
| Estats Units | 3 (1996, 2008, 2010) |
| França       | 2 (1984, 1994)       |
| Andorra      | 2 (1992, 2002)       |
| Alemanya     | 1 (1986)             |
| Colòmbia     | 1 (1988)             |
| Brasil       | 1 (1990)             |
| Xile         | 1 (1998)             |
| Anglaterra   | 1 (2000)             |
| Catalunya    | 1 (2004)             |
| Moçambic     | 1 (2006)             |
| Àustria      | 1 (2012)             |
| Sud-àfrica   | 1 (2014)             |
| Total        | 15                   |